# Luis Antonio Muñoz

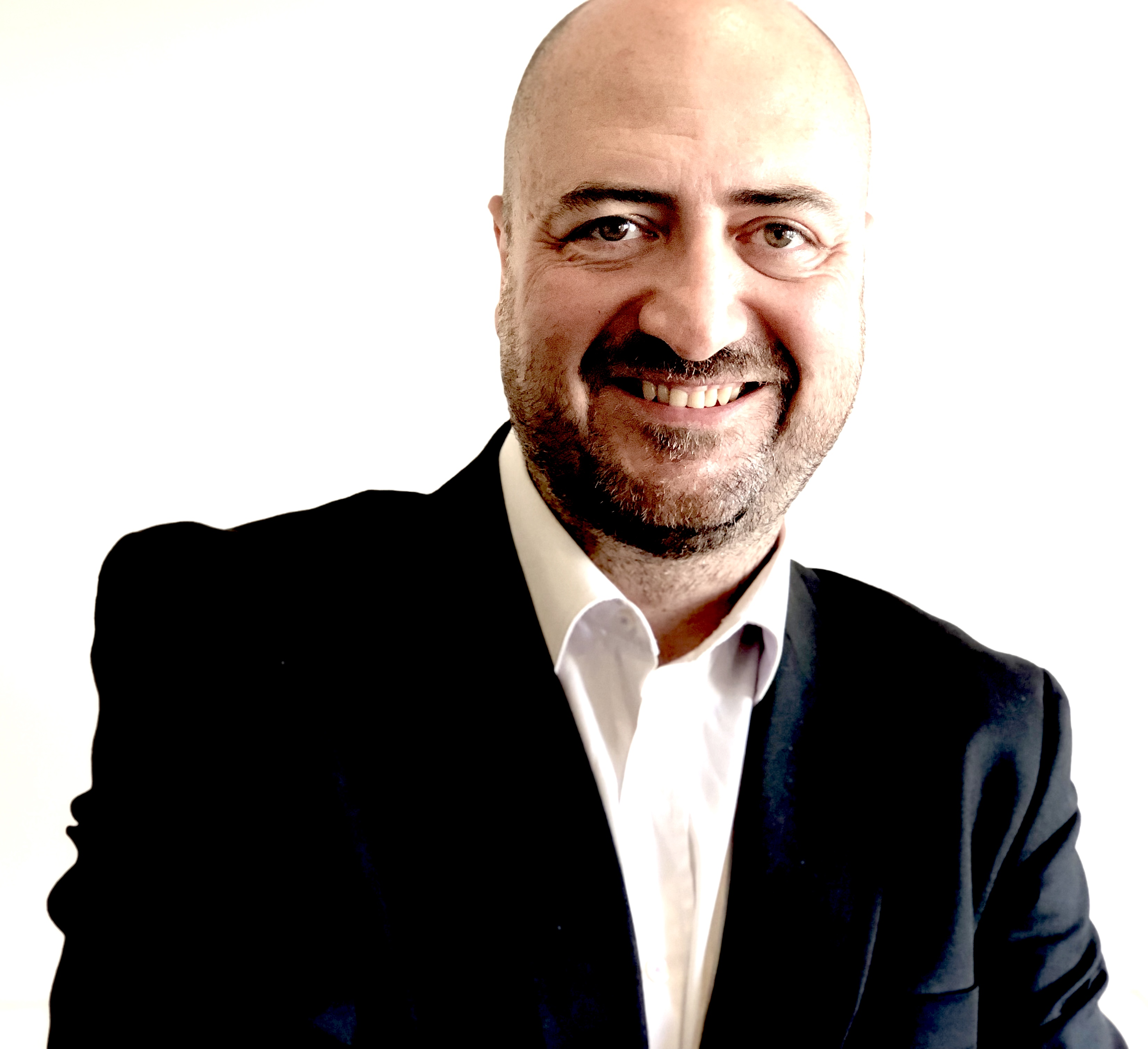
Luis Antonio Muñoz Martínez

Luis Antonio Muñoz (Madrid, 1971) es un cantante, multinstrumentista, compositor, investigador y director musical español. Es también locutor y entrenador de voz (especializado en entornos directivos). Como docente y divulgador es creador y director de los cursos Conoce la Música, Conoce la Ópera e Historia Oculta de la Música.
En octubre de 2018 se incorpora como colaborador habitual al programa "Sinfonía de la Mañana" de Radio Clásica (Radio Nacional de España), con una sección denominada Historia Oculta de la Música. En el verano de 2019 crea y dirige el programa de Radio Clásica "Por humor a la Música". En la temporada 2020-2021 crea y dirige el programa de Radio Clásica "El Sonido del Tiempo".
En febrero de 2020 publica su primer libro titulado Historia Oculta de la Música. Magia, geometría sagrada, masonería y otros misterios. 
En mayo de 2022 publica su segundo libro titulado "Homo Musicalis. Una historia de la evolución musical y la inteligencia humana."

## Biografía
Estudió piano en el Conservatorio de Música de Madrid, formándose posteriormente en instrumentos como el contrabajo, la viola da gamba, la percusión, dirección de coro y de orquesta. 
Como cantante lírico formó parte de formaciones sinfónico-corales como el Coro Nacional de España, (2000-2012) o el Coro de RTVE, (1994-96) y (2017-2019).
Como solista cantante e instrumentista ha interpretado pequeños papeles del repertorio operístico, colaborando también de manera habitual o puntual con diversas agrupaciones especializadas en la interpretación del repertorio antiguo de distintas épocas. Entre estos grupos se encuentran la Capilla de Música Antigua de Madrid, el grupo Alfonso X el Sabio, la Schola Gregoriana Hispana, el grupo Axivil Aljamía o el grupo Música Antigua de Eduardo Paniagua, con quien ha realizado varias grabaciones de Cantigas de Alfonso X, Música andalusí, reconstrucción de poemas medievales o proyectos relacionados con Leonardo da Vinci y sus diseños sobre instrumentos musicales.
Como conferenciante y divulgador desarrolla una labor de difusión de la música en diferentes actividades de apreciación musical (Universidad Complutense de Madrid, U.P.S.A.M. de Madrid, Sociedad Hispánica de Amigos del Arte, St John’s University de Nueva York, etc.). Es creador y director de los cursos Conoce la Música, Conoce la Ópera e Historia Oculta de la Música, que aparecerá en formato libro en el año 2020.
Fundó en 1995 el Grupo de Cámara Ultreia, dedicado a la interpretación de música vocal e instrumental polifónica de todas las épocas. Entre sus últimos proyectos se encuentra la realización de conciertos con repertorio masónico, como "Masonería y Clasicismo musical" ofrecido en la temporada de cámara de la Orquesta y Coro Nacionales de España; o el rescate de repertorio barroco español, como el realizado en el concierto "Cielos, Astros, Signos" ofrecido en la temporada de cámara de la Orquesta y Coro de RTVE. Camerata Ultreia colabora, además como grupo residente con las actividades ofrecidas por el Coro de la UNED.
Como director musical y arreglista trabajó en terrenos que abarcan desde la Música Pop hasta la dirección musical y adaptación para obras de Teatro, así como la composición de diversas partituras para cine e imagen. Tres cortos y el largo “Instrucciones para una nueva vida” de Jorge Vidal. Ha sido además asesor musical de producciones cinematográficas y teatrales, entre la que cabe destacar el largometraje "Desafinado", dirigido por Manuel Gómez Pereira y producido por Lola Films.
En el año 2012 y como resultado de su experiencia como cantante y director musical de teatro, comenzó a desarrollar una nueva orientación profesional, la de entrenador vocal, orientada a todo tipo de profesionales que trabajen con la voz, así como a entornos directivos y empresariales. Su trabajo consiste entre otras facetas en la preparación de discursos; oralidad y dicción; fonación; respiración y técnica fonatoria o trabajo sobre el miedo escénico.

## Premios y reconocimientos
- 1994 - Premio especial “Andrés Segovia/José Miguel Ruiz Morales” en Polifonía en el Curso Universitario Internacional de Música de Santiago de Compostela.
- 1999 - Premio Internacional. “Mundo Teatre” por su trabajo como director musical, adaptador y compositor en el espectáculo teatral “Batalla de Consuegra”.
- 2008 - Orden de los descubridores por la Sociedad Nacional Hispánica de EE. UU. Sigma Delta Pi.[6]
- 2016 - Nominación a Mejor música por Sirena Negra, de Elio Quiroga. Mumbai Shorts International Film Festival.
- 2017 - Nominación a mejor canción en Cortos por Sirena Negra, de Elio Quiroga. Festival Fimucité.[7]

## Discografía clásica
- 2000 - Virgen de Atocha. Cantigas de Madrid. Pneuma PN-280
- 2001 - Bestiario. Cantigas de Animales. Pneuma PN-340
- 2002 - Cantigas de flauta y tamboril. Pneuma PN-400
- 2002 - El Cantar de la Conquista de Almería. Pneuma PN2-450
- 2003 - El Crisol del tiempo. Pneuma PN2-470
- 2004 - El Camino de Santiago en las Cantigas 1221-1284. Pneuma PN-680
- 2005 - Cantigas de Viola de Rueda. Pneuma PN-740
- 2006 - Canciones populares del siglo XVI. Francisco de Salinas. Open Folk Cdf-130
- 2006 - Cantigas de Valencia. Pneuma PN-860
- 2007 - Cantigas de Inglaterra. Pneuma PN-990
- 2007 - Cantigas de Catalunya. Pneuma PN-980
- 2007 - Batalla de Alarcos, 1195. Pneuma PN-950
- 2007 - Cantigas de Bizancio. CD2.  Santos, patriarcas y emperadores. Pneuma PN-880
- 2007 - Cantigas de Bizancio. CD1.  Iconos bizantinos e imágenes de Santa María. Pneuma PN-880
- 2008 - Cantigas de Alemania. Pneuma PN-1090
- 2008 - Cantigas de Burgos. Pneuma PN-1080
- 2009 - Cantigas del Mar Cantábrico. Pneuma PN-1170
- 2009 - Cantigas de Flandes. Pneuma PN-1150
- 2009 - Tesoros de Al-Andalus. Pneuma PN-1110
- 2009 - Trovadores en Castilla. Pneuma PN-1010
- 2011 - L’amore mi fa sollazar. Para instrumentos diseñados por Leonardo da Vinci. Pneuma PN-1320
- 2011 - Cantigas de Nuestro Señor. Pneuma PN-1280
- 2012 - Piratas y corsarios. Pneuma PN-1370
- 2012 - La Viola Organista de Leonardo da Vinci. Pneuma PN-1340
- 2014 - Cantigas de Roma. Pneuma PN-1490
- 2015 - Cantigas de Alejandría. Pneuma PN-1510
- 2017 - Cantigas de Ultramar CD2. Pneuma PN2-1530
- 2017 - Cantigas de Ultramar CD1. Pneuma PN2-1530
- 2017 - Cantigas de Murcia. Pneuma PN-1340
- 2018 - Isidro Mozárabe. Códice de Juan Diácono. Pneuma PN-1570
- 2020 - Cantigas del Norte de Francia. Pneuma PN2-1590
- 2021 - Cantigas del Códice de Toledo. CD1-CD2 Pneuma PN2-1630
- 2021 - Cantigas del Este de Francia (Provenza y Auvernia). CD1-CD2 Pneuma PN2-1620
- 2021 - Cantigas del Sur de Francia Francia. Pneuma PN2-1610
- 2022 - Cantigas de Huesca. CD1-CD2 Pneuma PN2-1650
- 2022 - Ave Maris Stella. CD1-CD2-CD3 Pneuma PN3-1640

## Discografía Pop, Rock y otros géneros
- 2017 - Dolores. Claudio H. y la Banda Rock. CD Records (Piano y teclados)[8]
- 2006 - Hello Mundo Cruel. Grupo Cómplices. Unymas Records (Arreglos cuerda)
- 1998 - Boabdil. Suhail Serghini. EMI. (Voz, coros)
- 1997 - Maria va. Grupo Rasguido Doble. Plectrum. (Bajo eléctrico)
- 1993 - Nuestro Mundo. Grupo La Penumbra. G.A.M. Records (Teclados)
- 1988 - Tierra de Fuego. Grupo La Penumbra. ASPA Records (Teclados)
- 1988 - Garganta Seca. Grupo Garganta Seca. ASPA Records (Teclados)
- 1988 - En nombre de la Paz. Grupo Cadena Perpetua. ASPA Records (Teclados)

## Grabaciones pedagógicas
- 1999 - Toco y danzo. Didáctica de la expresión musical. Ed. Alpuerto
- 1998 - 74 piezas para tocar, cantar y bailar en primaria. Gloria Paniagua (Libro-disco). Ed. Alpuerto

## Composiciones originales
Música para la imagen
- 2019 - Sirena Negra. Cortometraje dirigido por Elio Quiroga. Zanzíbar p.c.[9][10]
- 2008 - Instrucciones para una nueva vida. Largometraje dirigido por Jorge Vidal. Solomiren p.c.[11]
- 2003 - La vida 5 minutos más tarde. Cortometraje dirigido por Jorge Vidal. E.C.A.M.[12]
- 2003 - Ayer vendrá. Cortometraje dirigido por Silvia Monterde. E.C.A.M.
- 2002 - El mundo de Óscar. Piloto de serie dirigido por Vanessa Montfort y Ana Belén Castillejo. Telemadrid.
- 2000 - Aviso de Bomba. Cortometraje dirigido por Diego Suárez y protagonizado por Pilar López de Ayala. Luis Baulida p.c.

Música para teatro
- 2013-2016 - El hogar del Monstruo.  Centro Dramático Nacional. Compañía “Hijos de Mary Shelley”. Dirección musical, composición y espacio sonoro.
- 2013 - El último vals de Mary Shelley de Vanessa Montfort. Música original.
- 2013 - El espectro de la estación de Atocha de Fernando Marías. Espacio sonoro.
- 2013 - Doctor Darwin y Mr. Hyde de V. Montfort. Espacio sonoro
- 2013 - Abril en Estambul de Espido Freire. Espacio sonoro.
- 2012 - Sirena Negra de V. Montfort. Música original
- 2012 - La criatura, o ¿Sabe el pez lo que es el agua? de J. Sanchis-Sinisterra. Espacio sonoro

- 2013 - Balboa. de Vanessa Montfort. Encargo de la fundación Mare Australe para el Teatro Nacional de Panamá. Espacio sonoro y música original.
- 2013 - The Big Idea: Piigs. Música "Madrid in Blue" para la obra "Chalk land" de Vanessa Montfort.  Estreno en el Royal Court Theatre de Londres. Música original
- 2012 - La Regenta. Versión libre de Marina Bollaín y Vanessa Montfort. Teatros del Canal. Comeycalla producciones.
- 2009 - Flashback. De Vanessa Montfort. (1.ª Versión). Centro Cultural de Moncloa.
- 2006 - Libertango. Grupo Café 1930. Sobre Piazzolla y Cortázar. Espacio sonoro y música original
- 2006 - Cánones sobre “Los Amantes” de Julio Cortázar. Electrónica experimental
- 2006 - Rayuela-Zen” de Julio Cortázar. (“Toco tu boca”… de “Rayuela”) Electrónica experimental

- 1999 - La España de Rojas. Un Sermo Medieval. De Fernando de Rojas. V Centenario de la Celestina. La Puebla de montalbán. recreación Parateatral. Dir. Fernando Rojas.
- 1999 - Don Alonso. De Vanessa Montfort. Círculo de Bellas Artes.

Otras composiciones originales
- 2019 - Seis canciones vascas (En preparación).
- 2008 - Himno a Sigma Delta Pi para la Sociedad Hispánica de la St John’s University de Nueva York.

## Dirección Musical, Asesoría y/o Arreglos para Teatro
- 1997-2000 - Batalla medieval de Consuegra. Teatro de Calle. Dir. Fernando Rojas.
- 1999 - Comedia de Calixto y Melibea. De Fernando de Rojas. V Centenario de la Celestina. La Puebla de montalbán. Teatro. Dir. Fernando Rojas.
- 1997 - Carro de cómicos. Teatro de Calle. Festival de Almagro. Dir. Fernando Rojas.
- 1997 - Bacantes. Teatro. Salónica. Dir. Rosa G.ª Rodero.
- 1997 - Cristobal Colón. De Nikos Kasantzakis. Teatro. Dir. Rosa G.ª Rodero.
- 1996 - De mujeres y casamientos. Teatro. Veranos de la villa. Dir. Fernando Rojas.

## Dirección Musical Coral y/o Instrumental
- 2022-1995 - Camerata Ultreia.[13]
- 2021 - Alfonso X. Un Rey de las tres culturas. Música de las Tres Culturas en la Corte Alfonsí
- 2020 - La música masónica de Jean Sibelius. Op. 113. Auditorio Nacional de Música de Madrid. Ciclo Satélites OCNE
- 2017 - Membra Jesu Nostri. D. Buxtehude
- 2016 - Cantigas. Alfonso X El sabio
- 2015 - Cielos, Astros Signos. Tonos humanos y divinos del barroco español. Ciclo de Cámara de la ORTVE
- 2015 - Requiem. G. Fauré
- 2014 - Notturni. W. A. Mozart
- 2014 - Motetes. C. Gounod
- 2014 - Música y masonería. Mozart y Beethoven. Auditorio Nacional de Música de Madrid. Ciclo Satélites OCNE
- 2014 - Gloria.A. Vivaldi
- 2014 - Cantatas barrocas de Navidad. D. Buxtehude
- 2022-2013 - Coro de la UNED. Universidad Nacional de Educación a Distancia.[14]
- 2008 - Coro del Ilustre Colegio de médicos de Madrid.[15]
- 2005-2004 - Coro Nacional de España. (Jefe de Cuerda de Bajos)
- 1998-1995 - 1.er Director del Coro de Voces Graves de Madrid.[16]
- 1994-1993 - Grupo vocal de cámara Floresta.

## Experiencia docente
- 2017 - Conoce la Ópera II. Curso. Ámbito Cultural de El Corte Inglés.
- 2017 - Taller de Música masónica. Repertorio masónico de Mozart y Beethoven. Univ. de Sonora. Hermosillo
- 2016 - Taller/Conferencia de Cantigas de Alfonso X. Universidad Nacional de Astaná Kazajistán.
- 2016 - Conoce la Ópera I. Curso. Ámbito Cultural de El Corte Inglés.
- 2015 - Historia Oculta de la Música. Curso. Ámbito Cultural de El Corte Inglés.
- 2014 - Conoce la Música II. Curso de fundamentos musicales. Ámbito Cultural de El Corte Inglés.
- 2013 - Conoce la Música I. Curso de fundamentos musicales. Ámbito Cultural de El Corte Inglés.
- 2007 - Clone de J. Cortázar y la Ofrenda Musical. St. John’s University. Nueva York
- 2006 - Conoce la Música. Curso. Espacio Joven 1430 Vallecas. Madrid
- 2000-2002 - Taller de Voz. Cómo hablar en público. Centro Cultural ACCAI. (Tetuán) Madrid
- 2001 - Crítica musical. Curso de fundamentos musicales. Centro Cultural ACCAI. (Tetuán) Madrid
- 2000 - Conoce la Música. Curso de fundamentos musicales. Centro Cultural ACCAI. (Tetuán) Madrid
- 1999 - Conoce la Música. Curso de fundamentos musicales. Centro Cultural Valle Inclán. Madrid
- 1998 - Crítica musical. Título de Experto en Comunicación y Arte. Universidad Complutense de Madrid
- 1990 - Talleres Pedagógicos “Pintúsica”. Pintura y Música para niños. J.M. Fuencarral-El Pardo

## Publicaciones
- 2022 - Homo Musicalis. La esfera de los libros.[17]
- 2020 - Historia Oculta de la Música. La esfera de los libros.[18]
- 2008 - Clone de J. Cortázar y la Ofrenda Musical. Revista de Música del Real Conservatorio Superior de Música de Madrid
- 2001 - Festival de Villaviciosa de Odón. Introducción al programa. Coro Minero de Turón. Notas al programa
- 1996-98 - El Clavija no es traidor. Revista “Doce Notas”. Sección de Informática, Internet y Nuevas Tecnologías. “”. Seudónimo “Alex Clavija”